# 清水親知
清水 親知（しみず ちかとも）は、幕末の長州藩正義派の代表的家老。備中高松城の戦いで知られる清水宗治から12代の子孫。

## 生涯
天保14年（1843年）6月9日、長州藩清水分家・清水図書信篤の子として萩に生まれる。安政2年（1855年）本家清水美作親春の養子に迎えられる。文久元年（1861年）大橋訥庵に師事した。後の伊藤博文と親交が深かった親知は伊藤博文を誘い、同じ塾で学んだ。
文久3年3月（1863年） 20歳にして学習院御用掛として、朝廷と幕府と諸藩の間に入り調整役を勤めた。
親知の家老難波伝兵衛(難波覃庵)が、朝廷側の三条実美から向山文庫看板の文字を書いてもらっていることから、親知と三条実美は親交が厚かったことがうかがえる。
同年4月（1863年）孝明天皇は237年ぶりに賀茂社行幸を決行し攘夷祈願を行った。江戸幕府発足以来、天皇は幕府の許可なく御所からでることが許されなかったため、重大な意味を持った行事となった。この重大な行事に長州藩の代表家老として親知は清水家家老難波覃庵と参加した。
同年8月（1863年）藩制改革後により22歳にして国元加判役（家老格）に抜擢される。
元治元年（1864年）4月には津和野・鳥取・岡山ら諸藩を巡廻し、八月十八日の政変により処罰された藩主父子の雪冤を働きかけ、6月に領内で藩兵が不満を募らせると周布政之助とともに鎮撫のために奔走した。しかし7月に禁門の変が失敗に終わると更迭され謹慎する。高杉晋作が挙兵すると、報復処刑として12月25日俗論派の藩命により自刃。東光寺の元治甲子殉難烈士墓所では、福原元僴・益田親施・国司親相・周布政之助・甲子殉難十一烈士と共に祀られている。
辞世の句は、「古道照顔色」の五文字で自分を励ますための言葉である。

## 死後
清水家の家老である難波覃庵が、立野村の給主・清水氏の氏神と清水宗治 の神霊 と清水親知の神霊を合祀し正義霊社に祀った。。
死後、親知の功績が認められ、明治24年12月宮内庁より正四位を送られる。

## 清水清太郎
幕末には3人の清水清太郎が登場する。1人目は本項の清水清太郎親知、2人目は養父である清水清太郎親春、3人目は島根県宇龍港で前原一誠を捕縛した島根県吏。